# Forever Love (X Japan)
Forever Love è un singolo del gruppo giapponese X Japan. La canzone è una delle più famose della band ed è stata suonata per l'ultima volta dopo lo scioglimento del 1997 al funerale del chitarrista Hide. Una seconda edizione del singolo uscì il 22 luglio 1998 in formato Gold Disc con una copertina diversa (completamente bianca raffigurante i membri della band sulla sinistra).

## Tracce
1. Forever Love - 8:44 (Yoshiki - Yoshiki)
2. Forever Love (Original Karaoke) - 8:36 (Yoshiki - Yoshiki)

## Formazione
- Toshi - voce
- Heath - basso
- Pata - chitarra
- Hide - chitarra
- Yoshiki - batteria & pianoforte